# 香坊乡
香坊乡，是中华人民共和国河北省沧州市海兴县下辖的一个乡镇级行政单位。

## 行政区划
香坊乡下辖以下地区：
海丰村、刘庄子村、二官村、边庄村、香坊村、杨埕子村、抛庄村、坨里村、东王村、韩赵村、小韩村、大韩村、寇庄村、东马庄村、任庄村、朱王村、郭庄村、北王村和官庄村。